# Oreohelix hammeri
Oreohelix hammeri är en snäckart som beskrevs av Fairbanks 1984. Oreohelix hammeri ingår i släktet Oreohelix och familjen Oreohelicidae. Inga underarter finns listade i Catalogue of Life.